# Веслі Вергук
Веслі Вергук (нід. Wesley Verhoek, нар. 25 вересня 1986, Лейдсендам) — нідерландський футболіст, фланговий півзахисник індійського клубу «Пуне Сіті».

## Ігрова кар'єра
У дорослому футболі дебютував 2004 року виступами за команду клубу «АДО Ден Гаг», в якій провів вісім сезонів, взявши участь у 175 матчах чемпіонату. Більшість часу, проведеного у складі «АДО Ден Гаг», був основним гравцем команди.
Частину 2012 року захищав кольори команди клубу «Твенте», за яку відіграв лише 9 матчів першості Нідерландів. Того ж року перейшов до «Феєнорда».